# Бірчанський деканат
Бірчанський деканат — колишня структурна одиниця Перемишльської єпархії греко-католицької церкви з центром в м. Бірча.

## Територія
Історично греко-католицький Бірчанський деканат включав парафії:

### В 1775 році
- Парафія в с. Бахір з філіями в с. Ходорівка, с. Коштова і с. Лясківка
- Парафія в м. Бірча з філіями в с. Богушівка, с. Корінець і с. Нове Село
- Парафія в с. Брижава
- Парафія в с. Березка
- Парафія в с. Дубрівка Старженська
- Парафія в м. Динів з філією в с. Уляниця
- Парафія в с. Глідна
- Парафія в с. Іскань з філією в с. Тарнавка
- Парафія в с. Іздебки з філіями в с. Видрна і с. Яблониця Руська
- Парафія в с. Явірник-Руський
- Парафія в с. Конське
- Парафія в с. Креців з філіями в с. Ляхава і с. Воля Крецівська
- Парафія в с. Кремінна з філіями в с. Яблонка і с. Темешів
- Парафія в с. Криве
- Парафія в с. Лещава-Долішня
- Парафія в с. Лещава-Горішня
- Парафія в с. Липа
- Парафія в с. Малява з філією в с. Добрянка
- Парафія в с. Обарим з філією в с. Невістка
- Парафія в с. П'яткова
- Парафія в с. Рудавка з філією в с. Котів
- Парафія в с. Сідлиська з філією в с. Поруби
- Парафія в с. Стара Бірча
- Парафія в с. Сівчина
- Парафія в с. Улюч (2 церкви)
- Парафія в с. Вара з філією в с. Ніздрець
- Парафія в с. Вітрилів
- Парафія в с. Воля-Корінецька
- Парафія в с. Жогатин

### В 1828 році
В 1828 до деканату належали парафії:
- з березівського повіту: Бахір, Дубецько, Глідна, Іздебки, Конське, Любна, Павлокома, Сідлиська
- з перемиського повіту: Іскань
- з сяноцького повіту: Гломча
- з добромильського повіту: Березка, Бірча, Добра Шляхецька, Яблониця Руська, Липа, Малява, П'яткова Руська, Улюч

### В 1880 році
За даними Географічного словника Королівства Польського та інших слов'янських земель, виданого в Варшаві в 1880—1914 роках (том 1 дозволено цензурою царської Росії 28 листопада 1879 року), на той момент в місті Бірча знаходився Бірчанський деканат ГКЦ, який належав до Перемишльської дієцезії. Деканат об'єднував 19 парафій (серед них в селах Березка, Липа, Павлокома, Явірник-Руський) з загальною кількістю 22 тисячі 428 вірних, серед яких парафія саме Бірчі з філіями становила 2067 осіб.

### В 1936 році
- Парафія в с. Березка з філією в с. Сівчина та приходом у присілках Гута Березка і Ясениця Сівчинська
- Парафія в м. Бірча з філіями в с. Котів, с. Рудавка, с. Воля-Корінецька
- Парафія в с. Брижава
- Парафія в с. Войткова з філіями в с. Юречкова, с. Новосільці Козицькі, с Войтківка
- Парафія в с. Грозьова
- Парафія в с. Ісканя з приходом у присілку Тернавка
- Парафія в с. Креців з філією в с. Кузьмина та приходом у присілках Ляхава і Воля Крецівська
- Парафія в с. Лімна з філіями в с. Крайна, с. Лодинка Долішна та приходом у с. Лодинка Горішна
- Парафія в с. Лещава-Горішня з філіями в с. Лещава-Долішня, с. Ліщавка
- Парафія в с. Липа з філією в с. Малява та приходом у с. Добрянка
- Парафія в с. П'яткова Руська
- Парафія в с. Тростянець з філією в с. Ростока та приходом у присілку Криве
- Парафія в с. Явірник-Руський з філією в с. Жогатин та приходом у с. Борівниця